# خالد بن أحمد اليوسف
خالد بن أحمد اليوسف (ولد في حي دخنة في الرياض عام 1379هـ / 1958م). أديب وباحث ببليوجرافي سعودي، دأب في مؤلفاته وأبحاثه على رصد الحراك الأدبي والثقافي وتوثيق الإصدارات في المملكة العربية السعودية كل عام، وصدر له في الببليوجرافيا (أدب وأدباء المدينة المنورة: دراسة ببليوجرافية وتحليل ببليومتري)، و(معجم الإبداع الأدبي في المملكة العربية السعودية) في ثلاثة أجزاء، و(أنطولوجيا القصة القصيرة في المملكة العربية السعودية)، وغيرها. وفي الرواية صدر له رواية (وديان الإبريزي)، ورواية (وحشة النهار).

## التعليم
حاصل على بكالوريوس مكتبات ومعلومات من كلية العلوم الاجتماعية بجامعة الإمام محمد بن سعود عام 1983م.

## العمل
- عمل منذ تخرجه في مكتبة هيئة الخبراء حتى أصبح مديراً لها عام 1986م/ 1406هـ، ثم أصبح مديرًا للمكتبة والمعلومات إلى أن أحيل للتقاعد عام 2017م/ 1437هـ.
- عمل محررًا في مجلة عالم الكتب منذ عام 1980م إلى عام 1984م.
- عمل محررًا في (المجلة العربية) منذ عام 1983م إلى عام 1985م.
- عمل محررًا مشاركًا وفاحصًا لمواد مجلة (التوباد) الفصلية من عام 1989 إلى عام 2003م.
- عمل محررًا وعضوًاً في هيئة تحرير مجلة (الراوي) المتخصصة في السرد من عام 2003م، وأصبح رئيسًا للتحرير فيها في مارس 2019م.[10]

## إصدارات

### مؤلفات في السرد
1. (مقاطع من حديث البنفسج) قصص صدرت عن جمعية الثقافة والفنون في الرياض عام 1984م.
2. (أزمة الحلم الزجاجي) قصص. صدرت عن مطابع الفرزدق عام 1987م.
3. (إليك بعض أنحائي) قصص. صدرت عن مطابع الفرزدق عام 1994م.[11]
4. (امرأة لا تنام) قصص صدرت عن مطابع الفرزدق عام 1999م.[12]
5. (الأصدقاء) قصص. صدرت عن المطابع الإسلامية عام 2004م.
6. (المنتهى.. رائحة الأنثى) قصص. صدرت عن مؤسسة الانتشار العربي عام 2008م.[13]
7. (يمسك بيدها ويغني) قصص. صدرت عن مؤسسة الانتشار العربي عام 2010م.[14]
8. (وديان الإبريزي) رواية. صدرت عن مؤسسة الانتشار العربي عام 2009م.[15]
9. (نساء البخور) رواية. صدرت عن مؤسسة الانتشار العربي عام 2012م.[16]
10. (وحشة النهار) رواية. صدرت عن مؤسسة الانتشار العربي عام 2013م.
11. (يحدث.. أن تجمع الحكاية أشتاتها) قصص. صدرت عن مطابع الحميضي عام 2015م.[17]
12. (أسئلة الثقافة أسئلة الأدب أسئلة الأدباء) صدر عن نادي تبوك الأدبي ومؤسسة الانتشار العربي عام 2016م.
13. (مرآة السرد.. وصدى الحكاية) صدر عن نادي تبوك الأدبي ومؤسسة الانتشار العربي عام 2016م.[18]
14. (مرآة السرد.. وصدى الحكاية: قصص عربية من نادي القصة السعودي) الجزء الثاني. صدر عن نادي جدة الأدبي عام 2018م.
15. (مرآة السرد وصدى الحكاية: قصص عربية من نادي القصة السعودي) الجزء الثالث. صدر عن مركز الأدب العربي عام 2018م.
16. (سيرة حمى) رواية. صدرت عن نادي نجران الأدبي عام 2021م.
17. (نقاء الطين الأبيض: سيرة ثقافية) صدر عن نادي حائل الأدبي ودار المفردات عام 2021م.[19]
18. (ارتحالات يعقوب النجدي) رواية صدرت عن مؤسسة الانتشار العربي عام 2023م.[20]

#### مؤلفات في الببليوغرافيا والدراسات الأدبية
1. (كشاف المجلة العربية الفترة 1395 -1400 ببليوجرافيا) صدر عن المجلة العربية عام 1980م.
2. (الصحافة السعودية: تاريخها وتطورها) صدر عن المجلة العربية عام 1986م.
3. (الراصد: ببليوجرافيا راصدة حاصرة للقصة القصيرة في المملكة خلال عشر سنوات) صدر عن مطابع الفرزدق عام 1990م.
4. (دليل الكتاب والكاتبات) صدر عن جمعية الثقافة والفنون عام 1995م.
5. (السرد في اليمن: دراسة ببليوجرافية ببلومترية وحصرية للإنتاج القصصي والروائي في اليمن) صدر عام 2004م.
6. (معجم الإبداع الأدبي في المملكة العربية السعودية: الرواية) صدر عن نادي الباحة الأدبي عام 2008م.[21]
7. (أنطولوجيا القصة القصيرة في المملكة العربية السعودية) صدر عام 2009م.[22]
8. (أدب وأدباء المدينة المنورة: دراسة ببليوجرافية وتحليل ببليومتري) صدر عن نادي المدينة الأدبي عام 2010م.[23]
9. (القصة القصيرة السعودية: شهادات ونصوص) جمع وإعداد. صدر عن كرسي الأدب السعودي بجامعة الملك سعود عام 2013م.[24]
10. (حركة التأليف والنشر الأدبي في المملكة العربية السعودية لعام 1435هـ/ 2014م)[25]
11. (التجربة الشعرية في المملكة العربية السعودية: شهادات ونصوص) إعداد وتحرير. صدر عن كرسي الأدب السعودي بجامعة الملك سعود عام 2014م.[26]
12. (حركة التأليف والنشر الأدبي في المملكة العربية السعودية لعام 1436هـ/ 2015م).[27]
13. (القصة القصيرة والقصة القصيرة جداً: دراسات نقدية) [بالاشتراك مع حسين المناصرة. صدر عن كرسي الأدب السعودي بجامعة الملك سعود عام 2016م.
14. (حركة التأليف والنشر في المملكة العربية السعودية لعام 1437هـ). صدر ضمن سلسلة كتاب المجلة العربية.[28]
15. (دهشة القص: القصة القصيرة جداً في المملكة العربية السعودية) صدر عن كتاب مجلة الفيصل عام 2017م.[29]
16. (حركة التأليف والنشر في المملكة العربية السعودية 2018 دراسة ببليوجرافية ببلومترية).[30]
17. (المسرح السعودي: حركة التأليف والنشر) صدر عن كرسي الأدب السعودي في جامعة الملك سعود عام 2018م.[31]
18. (حركة التأليف والنشر الأدبي في المملكة العربية السعودية: دراسة ببليوجرافية ببلومترية: لعام 1439هـ (2017 - 2018م) صدر عن نادي الأحساء الأدبي عام 2019م.
19. (حركة التأليف والنشر الأدبي في المملكة السعودية لعام 1440هـ).
20. (الترجمة في الأدب السعودي من وإلى اللغات الأخرى: دراسة تاريخية ببليوجرافية ببلومترية) صد عن النادي الأدبي الثقافي في جدة عام 2020م.
21. (حركة التأليف والنشر الأدبي في المملكة العربية السعودية لعام 1442م/ 2021م) صدر عن نادي الطائف الأدبي ودار الانتشار العربي عام 2021م.
22. (حركة التأليف والنشر الأدبي في المملكة العربية السعودية خلال عشرين عامًا "2000-2020م) صدر عن مركز البحوث والتواصل المعرفي عام 2021.[32]

## جوائز وتكريم
- حاصل على جائزة أبها الثقافية في مجال القصة القصيرة لعام 2000م.[33]
- كرمه نادي الرياض الأدبي عام 2017م تقديراً لجهود اليوسف البارزة في خدمة المشهد القصصي إبداعياً من خلال مجموعاته القصصية ورواياته التي أصدرها،[34] ولتوثيقه للإنتاج الإبداعي والأدبي من خلال الأنطولوجيا، إلى جانب أبحاثه الببليوجرافية.[35]
- كرمه نادي الباحة الأدبي في يناير 2020م،[36] وأصدر النادي بمناسبة الاحتفاء بتجربة خالد اليوسف كتابين، الأول بعنوان: (سرديات خالد اليوسف: بحوث ودراسات وكتابات نقدية في إنتاجه القصصي والروائي والبحثي)، وكان عنوان الثاني: (خالد اليوسف: ذاكرة الوطن الثقافية).[37]